# Skiftedag
Skiftedag også kaldet fardag, var i ældre tid den dato for tyende, specielt på landet, hvor de skiftede ansættelse. 
Skiftet fandt  sted enten den 1. maj,  (Valborgsdag)  eller den 1. november. 
I Christian 5.’s danske lov angives at skiftedagen skal være enten den 1. juni og den 1. december men oftest anvendtes i stedet påsken og  den 29. september, (Mikkelsdag).
Omkring 1800-tallet blev andre skiftedage brugt, henholdsvis tredje tirsdag i april og  tredje tirsdag i oktober.
Senere anvendtes skiftedage som angivet på ovenfor nævnte datoer.
Udtrykket skiftedag anvendes også i forbindelse med  en skæringsdato for sommerhusudlejning, eksempelvis ved udlejning på ugebasis kan skiftedagen være en lørdag.

## Ekstern henvisning
- Fest Leksikon, skiftedag